# Locusta
Locusta var en professionel giftmorder i Rom, der levede på et tidspunkt i det første århundrede.
hun drak hver dag en lille smule gift, så hun blev immun over for alle former for gift, som var kendt på dette tidspunkt, så hvis der var nogen som prøvede at myrde hende, ville de fejle.
I år 54, blev hun muligvis hyret af Agrippina Den Yngre, til at slå den romerske kejser Claudius, med en ret af giftige svampe. I år 55, blev hun dømt for at have forgiftet et andet ofre. Da Nero hørte om dette sendte han en deling fra Prætorianergarden, for at redde hende fra henrettelse. Til gengæld for dette blev hun ordret til at forgifte Britannicus. Hun fik heldet med sig ved andet forsøg, og Nero belønnede hende med immunitet mod at blive henrettet, så længe han var i live.
7 måneder efter Neros selvmord, i januar, år 69 blev Locusta dømt til døden af Galba.
Apulejus fra Madaura beskriver hendes liv.